# Jonida Maliqi
Jonida Maliqi, född 26 mars 1983 i Tirana, är en albansk sångerska, fotomodell, TV-programledare och företagare. Maliqi inledde sin karriär genom Festivali i Këngës 1995. 2008 vann hon musiktävlingen Kënga Magjike med låten "Njëri nga ata". Maliqi har även slutat på tredje plats i Festivali i Këngës, 2004 med låten "Frikëm se më pëlqen". Maliqi var jurymedlem under den femte säsongen av The Voice of Albania år 2016. I december 2018 vann Maliqi Festivali i Këngës 57, Albaniens uttagning till Eurovision Song Contest 2019, med låten "Ktheju tokës". Hon kom därmed att representera Albanien i tävlingen.

## Karriär
Maliqi framförde på den stora scenen i Pallati i Kongreseve i Tirana för första gången vid 12 års ålder då hon deltog i Festivali i Këngës 35 tillsammans med Aleksandër Rrapi. De deltog med låten "Planeti i fëmijëve" men slutade oplacerade i finalen. 1997 ställde hon upp igen tillsammans med tenoren Kastriot Tusha och med en låt tillägnad moder Teresa, "Flas me ëngjëllin tim". Mellan 1999 och 2002 deltog Maliqi varje december i Festivali i Këngës men samtliga bidrag slutade oplacerade i finalen. 2004 återvände Maliqi till Festivali i Këngës efter ett års uppehåll. Hennes bidrag, "Frikëm se më pëlqen", sågs som en av favoriterna till segern. I finalen framträdde hon som bidraget efter Ledina Çelo som sedermera vann tävlingen med sin låt "Nesër shkoj". 
2006 gjorde Maliqi ett nytt försök i Festivali i Këngës. Hennes bidrag hette "Pa identitet" med vilket hon tog sig till finalen. I finalen fick hon 21 poäng av juryn vilket räckte till en åttondeplats. Året därpå ställde hon upp i Festivali i Këngës 46. Med låten "S'ka fajtor në dashuri" tog hon sig till final och fick där 36 poäng vilket räckte till en fjärdeplats. 2008 ställde hon upp i musiktävlingen Kënga Magjike. Med låten "Njëri nga ata" tog hon sig till finalen av tävlingen och väl där utsågs hon av de andra deltagarna (som röstade på varandra) till tävlingens vinnare. 2010 ledde hon, bland annat tillsammans med operasångaren Jozif Gjinpali, musiktävlingen Festivali i Këngës 49. 2011 släppte hon singeln "Fantastik" samt ställde än en gång upp i Kënga Magjike. Med låten "Thesar pa emër" tog hon sig till final och fick där Çesk Zadeja-priset.
Sommaren 2013 släppte hon låten "Sonte" (ikväll) tillsammans med rapparna Blunt & Real och under hösten deltog hon i Kënga Magjike 2013 med balladen "Ti". 2015 släppte Maliqi singeln "Jam bere si ti" som skrevs av Flori Mumajesi. 2018 släppte hon singeln "N'errësirë" som skrevs av Olti Curri. I oktober 2018 meddelade RTSH att Maliqi skulle göra comeback i Festivali i Këngës efter 11 års frånvaro. Hon framförde bidraget "Ktheju tokës" (sv: tillbaka till landet) som skrivits av Eriona Rushiti och handlar om den albanska migrationen. Hon tog sig till tävlingens final där hon efter juryns röstning stod som segrare av tävlingen. Maliqi representerade därför Albanien i Eurovision Song Contest 2019, där hon deltog i den andra semifinalen. Hon tog sig till final, där hon hamnade på 17:e plats med 90 poäng.

## Diskografi

### Album
- 2005 – Nuk të pres

### Festivali i Këngës-bidrag
| År   | Upplaga               | Låt                      | Poäng | Plats |
| ---- | --------------------- | ------------------------ | ----- | ----- |
| 1995 | Festivali i Këngës 34 | "Planeti i fëmijëve"     | –     | –     |
| 1997 | Festivali i Këngës 36 | "Flas me ëngjëllin tim"  | –     | –     |
| 1999 | Festivali i Këngës 38 | "Do jetoj pa ty"         | –     | –     |
| 2000 | Festivali i Këngës 39 | "Çast"                   | –     | –     |
| 2001 | Festivali i Këngës 40 | "Ik"                     | –     | –     |
| 2002 | Festivali i Këngës 41 | "Do humbas më ty"        | –     | –     |
| 2004 | Festivali i Këngës 43 | "Frikëm se më pëlqen"    | –     | 3     |
| 2006 | Festivali i Këngës 45 | "Pa identitet"           | 21    | 8     |
| 2007 | Festivali i Këngës 46 | "S'ka fajtor në dashuri" | 36    | 4     |
| 2018 | Festivali i Këngës 57 | "Ktheju tokës"           | 228   | 1     |

### Kënga Magjike-bidrag
| År   | Upplaga            | Låt                      | Poäng | Plats | Pris               |
| ---- | ------------------ | ------------------------ | ----- | ----- | ------------------ |
| 1999 | Kënga Magjike 1999 | "Persë të adhuroj"       | –     | –     | –                  |
| 2002 | Kënga Magjike 2002 | "Larg teje"              | –     | –     | Bästa sångare      |
| 2003 | Kënga Magjike 2003 | "Vetëm një natë"         | –     | –     | Bästa framträdande |
| 2004 | Kënga Magjike 2004 | "Nuk kam faj që roberoj" | –     | –     | Bästa etno-låt     |
| 2005 | Kënga Magjike 2005 | "Papagall i dashurisë"   | –     | –     | Bästa framträdande |
| 2008 | Kënga Magjike 2008 | "Njëri nga ata"          | –     | 1     | –                  |
| 2011 | Kënga Magjike 2011 | "Thësar pa emër"         | –     | –     | Çesk Zadeja-priset |
| 2013 | Kënga Magjike 2013 | "Ti"                     | 579   | 5     | Jon Music-priset   |

### Singlar (urval)
- 2005 – "Força e femrës" (feat. Tuna)
- 2011 – "Një orë më shumë"
- 2011 – "Fantastik"
- 2013 – "Sonte" (feat. DJ Blunt & Real)
- 2015 – "Jam bërë si ti"
- 2018 – "N'errësirë"